# Petr Měřínský
Petr Měřínský (* 2. dubna 1970 Přerov) je český politik a manažer, v letech 2018 až 2022 primátor města Přerov (předtím v letech 2014 až 2018 první náměstek primátora, od roku 2022 radní města), člen hnutí ANO 2011.

## Život
Vystudoval Ekonomickou fakultu Vysokou školu báňskou – Technickou univerzitu Ostrava (získal titul Ing.). Následně začal pracovat jako správce počítačové sítě v pobočce Českého Telecomu v Přerově. Postupoval v rámci firmy, až nakonec několik let působil jako marketingový manažer na centrále v Praze. Ze společnosti odešel kvůli rozhodnutí přestat pracovně dojíždět do hlavního města.
Později se stal ředitelem firmy zabývající se správou nemovitostí, působil také v bankovním sektoru jako franchisant u UniCredit Bank. V letech 2012 až 2014 byl hlavním konzultantem ve Vědeckotechnickém parku Univerzity Palackého v Olomouci.
Petr Měřínský žije ve městě Přerov, konkrétně v části Přerov I - Město.

## Politická kariéra
Je členem hnutí ANO 2011, za něž byl v komunálních volbách v roce 2014 zvolen zastupitelem města Přerov. Následně se v listopadu 2014 stal 1. náměstkem primátora pro oblasti: rozpočet a finance, majetkové záležitosti, hospodářství a komunální služby. Ve volbách v roce 2018 post zastupitele města obhájil, když vedl tamní kandidátku hnutí ANO 2011. Vítězné hnutí ANO 2011 následně vytvořilo koalici s druhou ODS a osmým uskupením "KDU-ČSL a TOP09". Měřínský pak byl dne 5. listopadu 2018 zvolen novým primátorem města Přerov. Nahradil Vladimíra Puchalského z uskupení "Společně pro Přerov", který již nekandidoval.
Ve volbách do Poslanecké sněmovny PČR v roce 2013 kandidoval za hnutí ANO 2011 na 15. místě kandidátky v Olomouckém kraji, ale neuspěl. Zvolen nebyl ani ve volbách v roce 2017 (kandidoval na 16. místě).
V komunálních volbách v roce 2022 obhájil za hnutí ANO mandát přerovského zastupitele, ale až ze 4. místa kandidátky. Novým primátorem města se však v polovině října 2022 stal jeho stranický kolega Petr Vrána, Měřínský byl zvolen radním města.